# Rok, w którym się poznaliśmy
Rok, w którym się poznaliśmy (org. The Year of Getting to Know Us) – amerykański komediodramat z 2008 roku. Adaptacja opowiadania Ethana Canina.

## Treść
Chris Rocket jest pisarzem mieszkającym w Nowym Jorku. Ma piękną dziewczynę Anne, w związek z którą nie potrafi się w pełni zaangażować. Na wieść o ciężkiej chorobie ojca, Chris jedzie do domu rodzinnego, na Florydę. Tam przypomina sobie przeżycia z dzieciństwa, które odcisnęły piętno na jego psychice.

## Obsada
- Jimmy Fallon - Christopher Rocket
- Chase Ellison - młody Christopher Rocket
- Sharon Stone - Jane Rocket
- Tom Arnold - Ron Rocket
- Lucy Liu - Anne
- Bree Turner - Sandi
- Tony Hale - Nickie
- Illeana Douglas - Christine Jacobson
- Paul Spicer - strażnik
- Jordana Spiro - Kim
- Susanne Kreitman Taylor - Claire